# الولايات المتحدة الإندونيسية
الولايات المتحدة الإندونيسية هي دولة اتحادية نقلت هولندا لها رسميًا سيادة جزر الهند الشرقية الهولندية (باستثناء غينيا الجديدة الهولندية) في 27 ديسمبر 1949 عقب مؤتمر المائدة المستديرة الهولندي- الإندونيسي. أنهى هذا النقل الصراع الذي دام أربعة أعوام بين القوميين الإندونيسيين وهولندا والذي نشب بينهما للسيطرة على إندونيسيا. استمرت الولايات المتحدة الإندونيسية أقل من عام، قبل أن تحل جمهورية إندونيسيا الموحدة محلها.

## خلفية
غزا اليابانيون جزر الهند الشرقية الهولندية في يناير 1942، ما أدى إلى إزاحة الحكومة الاستعمارية الهولندية. في 17 أغسطس 1945، عقب يومين من استسلام اليابان، أعلن الزعيم القومي الإندونيسي سوكارنو الاستقلال الإندونيسي. قرر الهولنديون، الذين اعتبروا سوكارنو والقيادة الإندونيسية حلفاء لليابانيين، استعادة سلطتهم. إلا أن سلطة جنوب شرق آسيا البريطانية بقيادة اللورد لويس مونتباتن الذي كان مسؤولًا عن جزر الهند الشرقية الهولندية، رفضت السماح للقوات الهولندية بالهبوط في جاوة وسومطرة، واعترفت بحكم الأمر الواقع بالسلطة الجمهورية هناك. مع ذلك، تمكن الهولنديون من استعادة السيطرة على معظم المنطقة التي خضعت لاحتلال البحرية اليابانية سابقًا، بما في ذلك بورنيو والشرق العظيم. أسفرت المناقشات التي دارت بين البريطانيين والهولنديين عن تقديم هوبيرتوس فان موك، القائم بأعمال الحاكم العام لجزر الهند الشرقية الهولندية، اقتراحًا يتمثل بمنح الكومنولث الإندونيسي إدارة شؤونه بنفسه. في يوليو 1946، نظم الهولنديون مؤتمر مالينو في سولاوسي حيث أيد ممثلون من بورنيو وشرق إندونيسيا الاقتراح الداعي إلى إقامة الولايات المتحدة الفيدرالية الإندونيسية المرتبطة بهولندا. اشتمل الاقتراح على ثلاثة عناصر هي جمهورية إندونيسيا ودولة في بورنيو وأخرى شرق إندونيسيا. أعقب ذلك توقيع اتفاقية لينغاجاتي في 15 نوفمبر، والتي أعلنت بموجبها جمهورية إندونيسيا المُعترف بها من جانب واحد على مبدأ إندونيسيا الاتحادية. أقام الهولنديون مؤتمر دينباسار في ديسمبر 1946، والذي أدى ذلك إلى إنشاء دولة شرق إندونيسيا، تلتها لاحقًا دولة في غرب بورنيو عام 1947. 
أسفر العمل العسكري الذي شنه الهولنديون في 20 يوليو 1947 ضد المناطق التي يسيطر عليها الجمهوريون الإندونيسيون، عملية المنتج، عن استعادة الهولنديون السيطرة على غرب جاوة وشرقها، والمناطق المحيطة بميدان وفلمبان وبادنغ في سومطرة. دعت الأمم المتحدة إلى وقف إطلاق النار، وأدت المفاوضات بين الجانبين إلى توقيع اتفاق رينفيل في يناير 1948، مع وقف إطلاق النار على طول «خط فان موك»، الذي ربط بين أكثر المواقع الهولندية تقدمًا. أنشأ الهولنديون ولايات في المناطق التي أعادت احتلالها، بما في ذلك سومطرة الشرقية (ديسمبر 1947)، ومادورا وجاوة الغربية (فبراير 1948)، وسومطرة الجنوبية (سبتمبر 1948)، وجاوة الشرقية (نوفمبر 1948). أنشأ زعماء هذه المناطق المجلس الاستشاري الاتحادي.
في 18 ديسمبر 1948، شنت هولندا عملية عسكرية، عملية الغراب، بهدف تدمير الجمهورية. على الرغم من إعادة الاستيلاء على المدن الكبرى في جاوة، بما في ذلك العاصمة الجمهورية يوغياكارتا، وجميع مناطق سومطرة باستثناء آتشيه في أقصى الشمال، تسبب ذلك باستقالة وزراء ولاية شرق اندونيسيا وباسوندان (غرب جاوة) وسلطان يوغياكارتا من منصبه كرئيس إقليمي احتجاجًا على ذلك. مارست الولايات المتحدة والأمم المتحدة ضغوطًا، ولا سيما على هيئة قرار لمجلس الأمن. وافق الهولنديون على التفاوض مع إندونيسيا لترتيب إجراءات نقل السيادة. عُقد مؤتمر المائدة المستديرة الهولندي- الإندونيسي في لاهاي من أغسطس إلى نوفمبر 1949، وتمخض عن موافقة الهولنديين على تسليم السيادة إلى جزر الهند الشرقية الهولندية، باستثناء غينيا الجديدة الغربية. مع ذلك، رأى العديد من القوميين الإندونيسيين أن الهولنديين أصروا على دولة اتحادية في محاولة لإضعاف الدولة الحديثة أو حتى تفكيكها، وهو تجسيد لاستراتيجية «فرّق تسُد». مع ذلك، نُقلت السيادة إلى الولايات المتحدة في 17 ديسمبر 1949.